# Гамаюн, Василий Илларионович
Василий Илларионович Гамаюн (1921—1944) — старший лейтенант Рабоче-Крестьянской Красной Армии, участник Великой Отечественной войны, Герой Советского Союза (1944).

## Биография
Василий Гамаюн родился в 1921 году в пгт Щербиновка Дзержинский район, Донецкая область, Украина в рабочей семье. Украинец. Окончил семь классов школы, затем школу фабрично-заводского ученичества, после чего работал машинистом. В 1940 году Гамаюн был призван на службу в Рабоче-Крестьянскую Красную Армию. В 1942 году он окончил военную школу пилотов. С июля того же года — на фронтах Великой Отечественной войны.
К октябрю 1943 года лейтенант Василий Гамаюн был старшим лётчиком 235-го штурмового авиаполка 264-й штурмовой авиадивизии 5-го штурмового авиационного корпуса 2-й воздушной армии 1-го Украинского фронта. К тому времени он совершил 80 боевых вылетов на штурмовку скоплений боевой техники и живой силы противника.
Указом Президиума Верховного Совета СССР от 13 апреля 1944 года за «образцовое выполнение боевых заданий командования на фронте борьбы с немецкими захватчиками и проявленные при этом мужество и героизм» лейтенант Василий Гамаюн был удостоен высокого звания Героя Советского Союза с вручением ордена Ленина и медали «Золотая Звезда» за номером 3534.
Всего за время своего участия в боевых действиях Гамаюн совершил 240 боевых вылетов, уничтожил 30 самолётов и большое количество другой боевой техники и живой силы противника.
1 сентября 1944 года самолёт старшего лейтенанта, старшего лётчика полка В. И. Гамаюна в ходе штурмовки войск противника в районе Сандомирского плацдарма был подбит. Лётчик направил горящую машину на немецкий наблюдательный пункт, погибнув при этом.
Был также награждён тремя орденами Красного Знамени, орденами Богдана Хмельницкого 3-й степени, Отечественной войны 1-й степени, Красной Звезды.